# Pseudophilotes obscurata
Pseudophilotes obscurata är en fjärilsart som beskrevs av Ruggero Verity 1919. Pseudophilotes obscurata ingår i släktet Pseudophilotes och familjen juvelvingar. Inga underarter finns listade.